# Warszawska Fabryka Motocykli

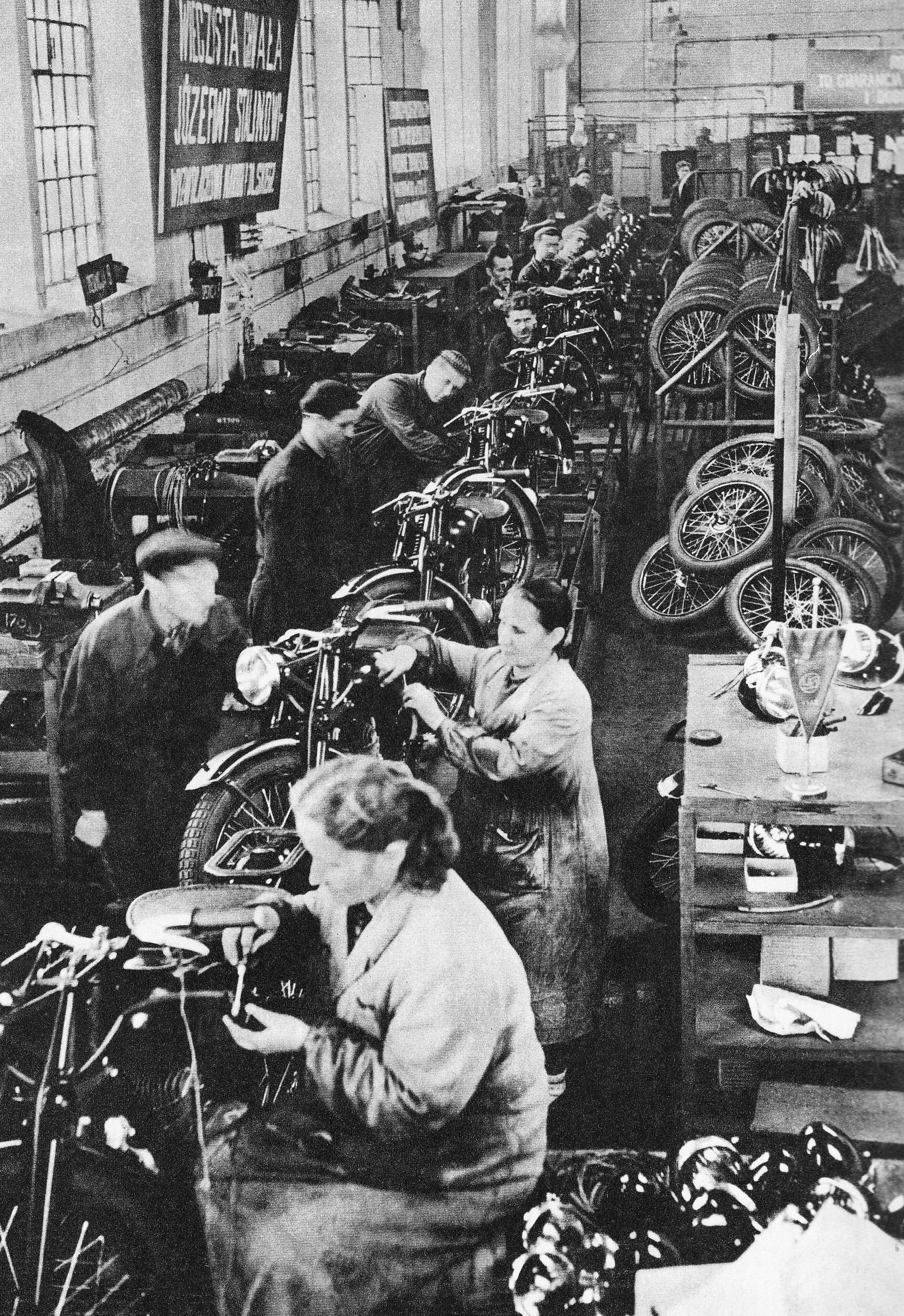
Produkcja w Warszawskiej Fabryce Motocykli w latach 50.

Warszawska Fabryka Motocykli (WFM) – fabryka motocykli w Warszawie przy ul. Mińskiej 25, produkująca motocykle, skutery i dwusuwowe silniki motocyklowe pod marką WFM, działająca w latach 1951–1965.

## Opis

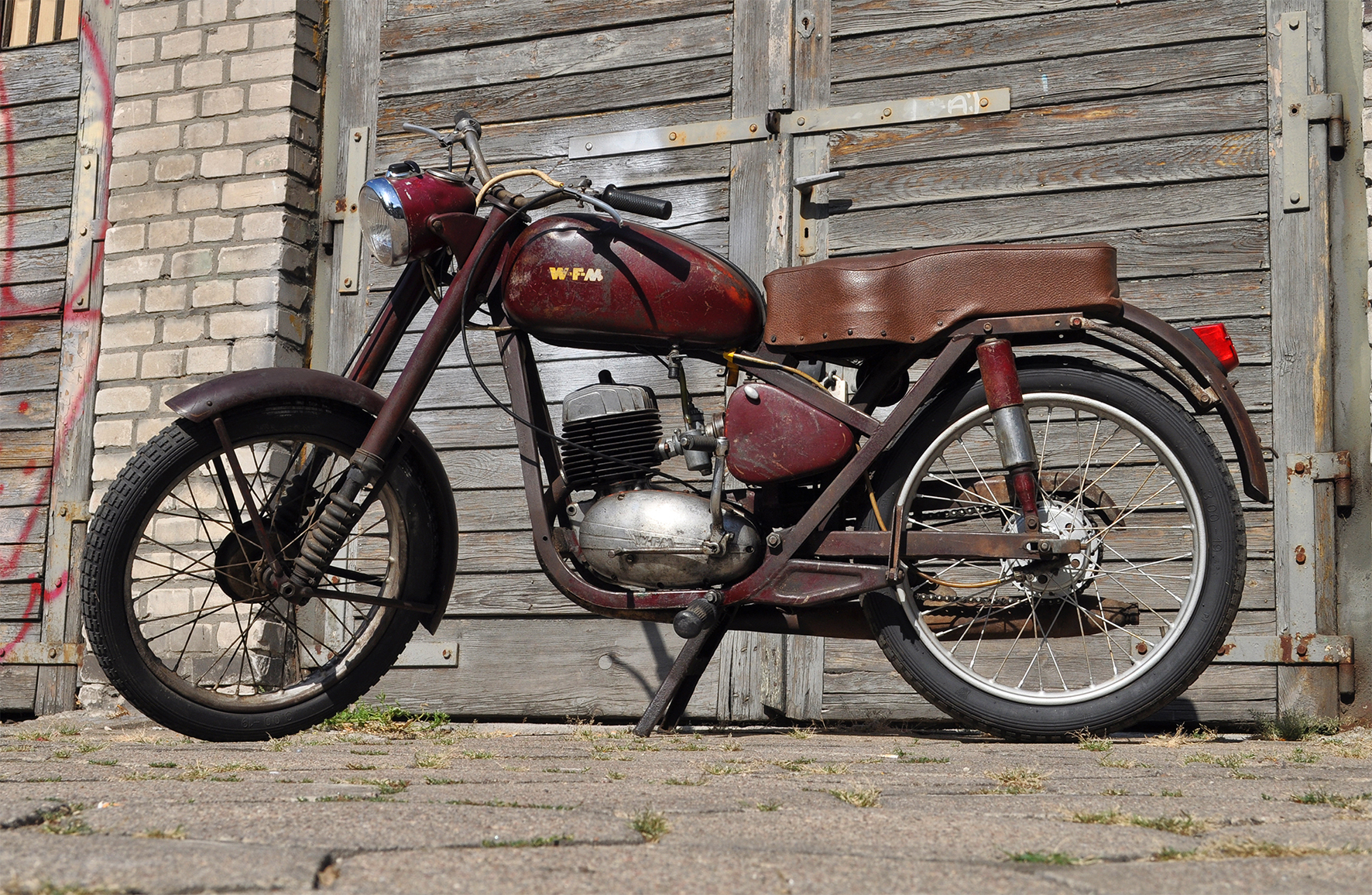
Motocykl WFM M06-S34 z roku 1964

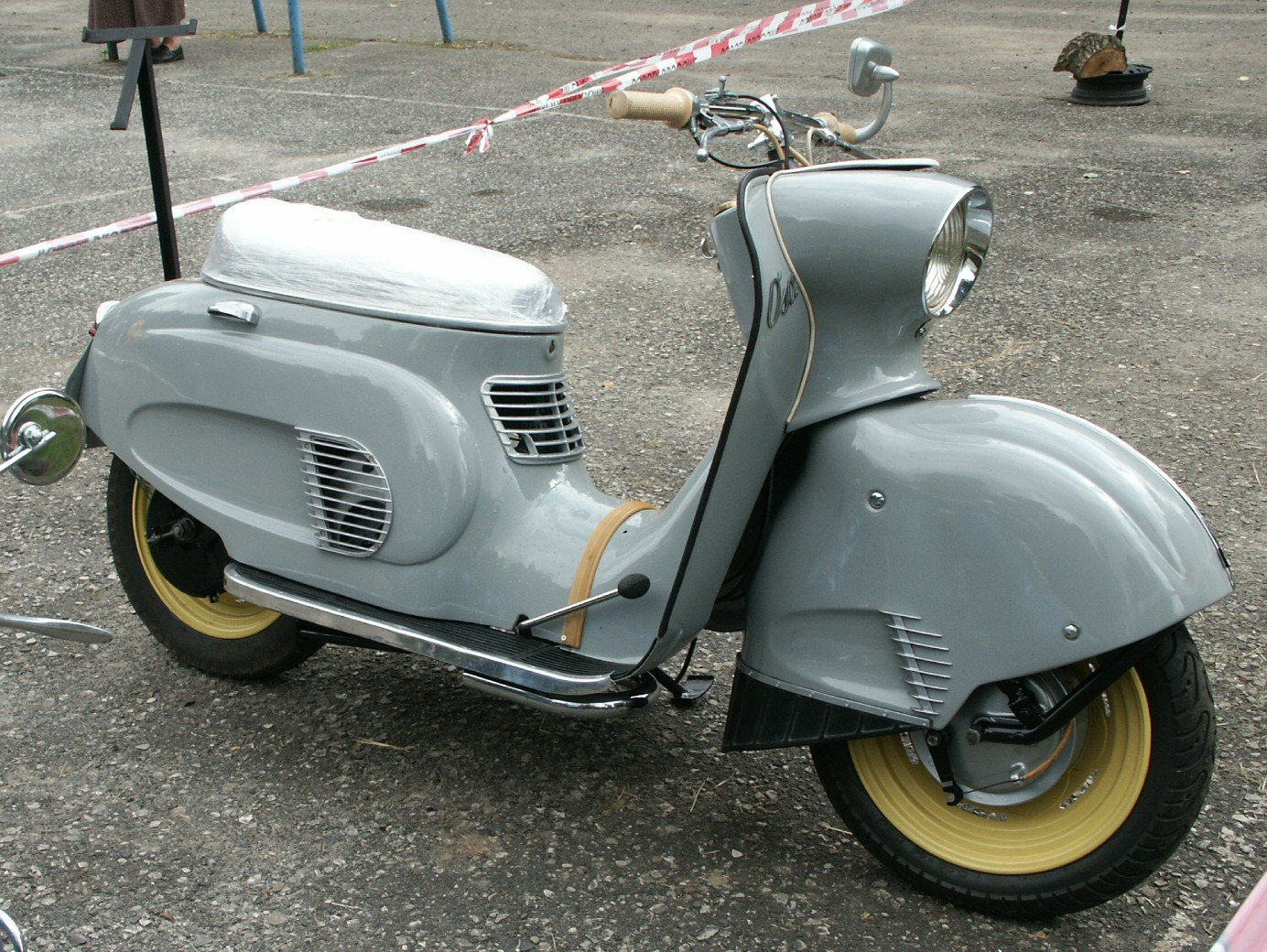
Skuter WFM M52 Osa

WFM, zwyczajowo nazywana wuefemką, powstała w 1951 r. z przekształcenia Warszawskich Zakładów Naprawy Samochodów, które utworzono na bazie Zakładów Sprzętu Transportowego nr 2 i Państwowych Zakładów Samochodowych nr 2. WFM przejęła z wrocławskiej Wytwórni Sprzętu Komunikacyjnego Psie Pole produkcję silników motocyklowych o pojemności 125 cm³, a także produkcję motocykla SHL 125 cm³ z Kieleckich Zakładów Wyrobów Metalowych (KZWM). WFM opracowała własne konstrukcje motocykli: M06 w kilku odmianach, prototypowy M16 oraz skuterów: prototypy Żuk, Bąk i Osa produkowana w odmianach M50 i M52. Wieloletnim dyrektorem fabryki był Wacław Laskowski. W roku 1962 dzienna produkcja pojazdów wynosiła około 200 sztuk, a fabryka zatrudniała prawie 2 tys. pracowników. 
1 stycznia 1965 r. nastąpiło połączenie zakładów WFM z sąsiednimi Polskimi Zakładami Optycznymi, po czym zaczęto stopniowo wygaszać produkcję. Nieruchomości i maszyny przejęły PZO, nadal produkując silniki i części zamienne.
W ZNTK Poznań (stąd pochodzi dokumentacja techniczno-ruchowa) lub ZNTK Wrocław (tak głosi napis na jednej z zachowanych tabliczek znamionowych) produkowano także w oparciu o silnik produkcji WFM typ S06 drezynę lekką normalnotorową DL2.
Motocykle skonstruowane w WFM: M06, M06R, M06-S34, M06-S01-Z1, M16 TARPAN
Skutery skonstruowane w WFM: M08 Osa, M50 Osa, M52 Osa, M55 Osa, M57 Osa
Silniki produkowane w WFM: S01, S06, S06A, S32, S32U, S33

Logotypy WFM
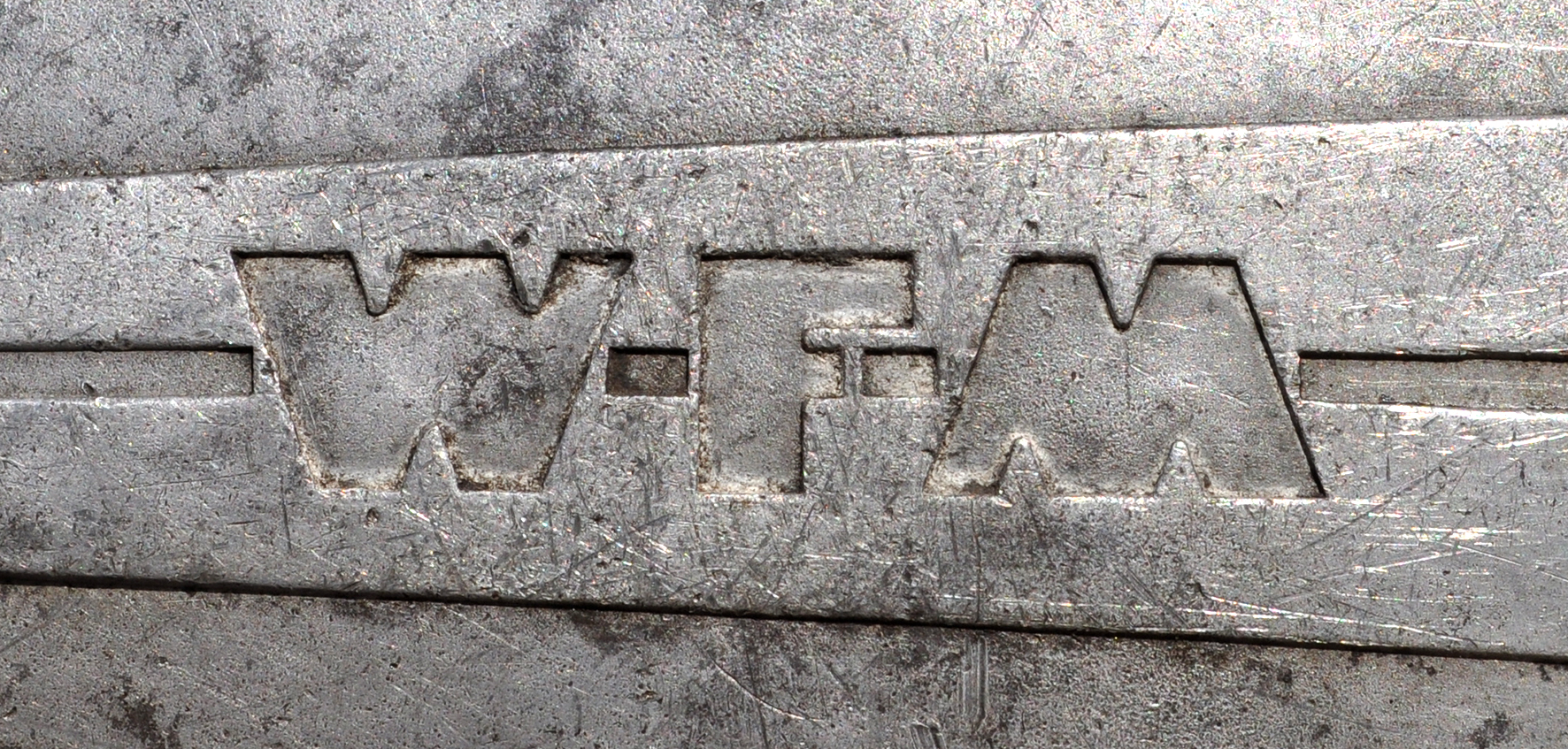
Logotyp na osłonie iskrownika silnika (1964)
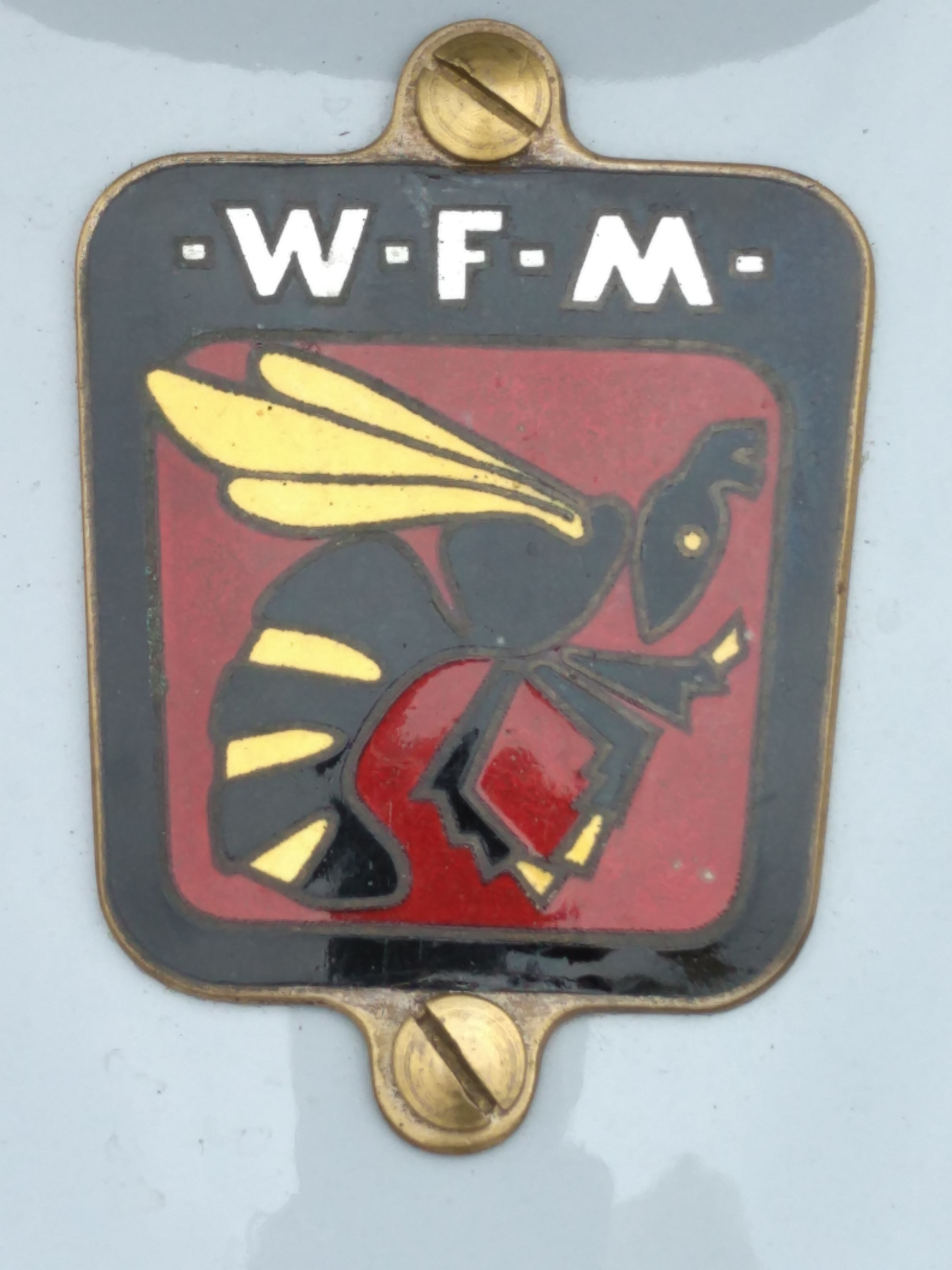
Logotyp na błotniku skutera WFM Osa
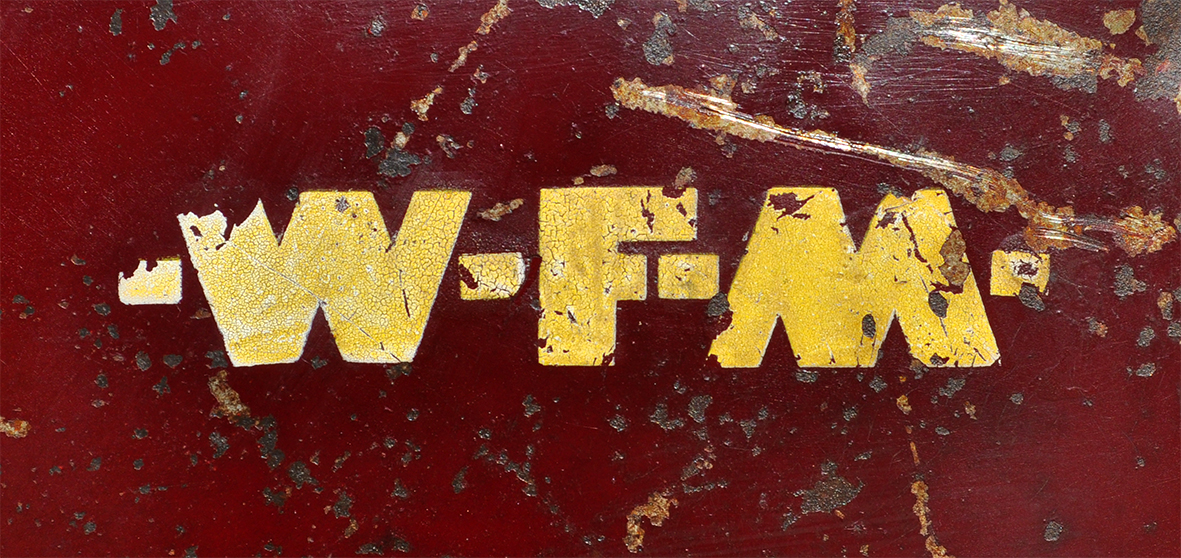
Logotyp fabryki na zbiorniku paliwa (1964)
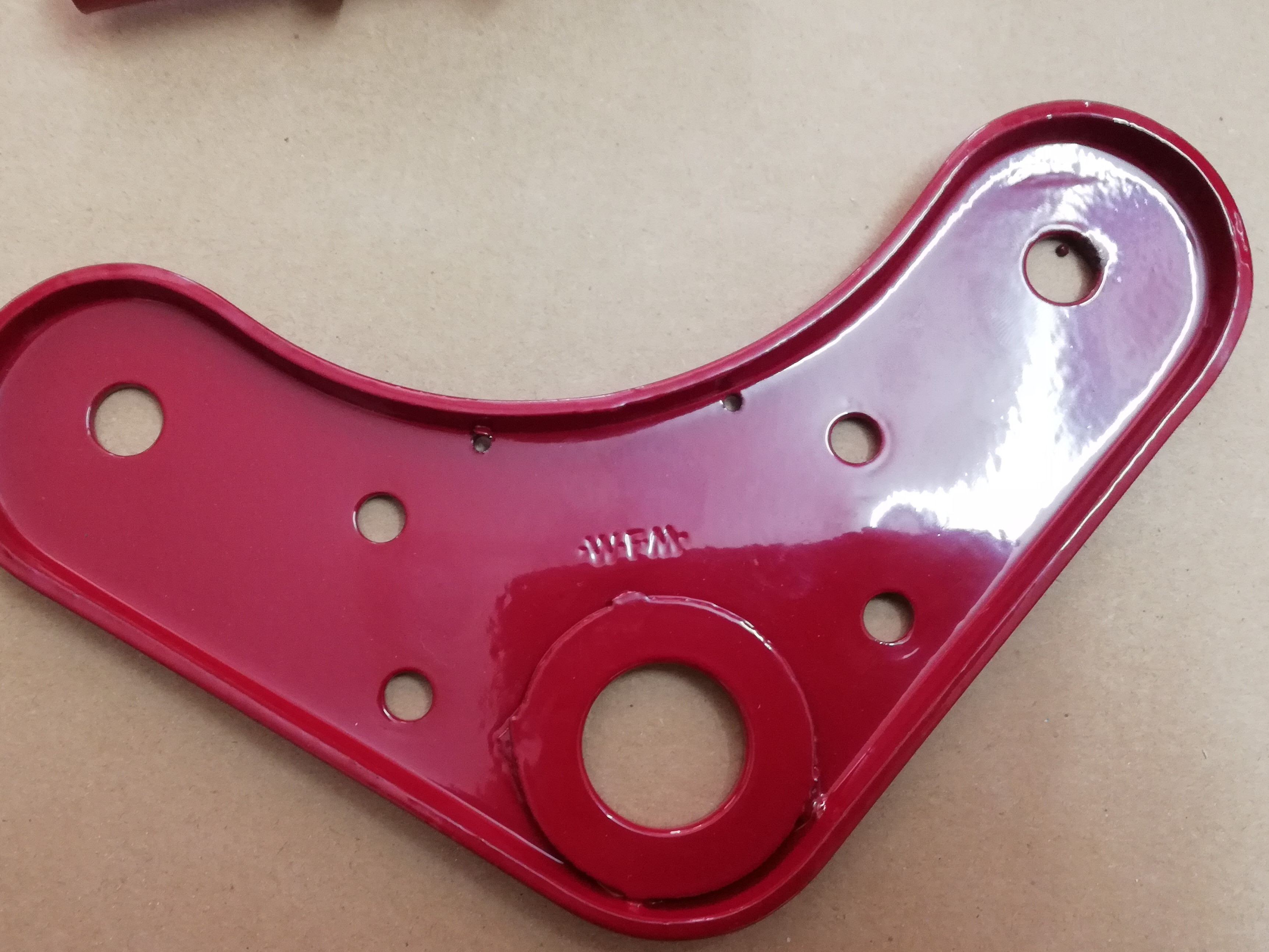
Logotyp fabryki wybity na górnej półce zawieszenia motocykla WFM M06 S01-Z1 (1965)

## Produkcja 1951–1965
- motocykle (4 typy) – 600 000 sztuk
- skutery (2 typy) – 28 000 sztuk
- silniki (6 typów) – 250 000 sztuk – dostarczane zakładom w Świdniku i Kielcach

## W kulturze masowej
- Obecnie na ośmiohektarowym zrewitalizowanym terenie dawnej fabryki WFM przy ul. Mińskiej 25 zlokalizowana jest przestrzeń kulturalno-mieszkaniowa Soho Factory Warszawa[10]. Znajduje się tu Muzeum Neonów.
- Pod koniec lat 50. nad sklepem firmowym WFM na ul. Kruczej 16/18 umieszczono neon autorstwa Tadeusza Rogowskiego przedstawiającego motocyklistę na motocyklu wraz z napisem „-W-F-M-”[11][12]. W Muzeum Neonów znajduje się częściowa rekonstrukcja neonu[13].
- W Polskiej Kronice Filmowej przedstawiono historię posiadacza nowego motocykla SHL M05 wyprodukowanego w WFM, który po bardzo krótkim czasie od zakupu ulega awarii. Komentator skarży się na nieskuteczny proces kontroli technicznej w Warszawskiej Fabryce Motocykli[14].
- Motocykle z WFM można zobaczyć m.in. w filmach Dzięcioł[15], Małżeństwo z rozsądku[16] i Jestem mordercą[17].

## Nowa WFM
Na początku XXI wieku powstał projekt reaktywacji marki WFM przy współpracy z Mińską Fabryką Motocykli i Rowerów Motovelo z Białorusi Pomysłodawcą projektu był Włodzimierz Gąsiorek posiadający prawa do znaku towarowego WFM poprzez klub Motor Klub Wawer. Motocykl był modyfikacją motocykla Mińsk Lider. W sprzedaży dostępne były wersję z silnikiem 125 cm³ i 50 cm³.